# Агонж
Агонж (фр. Agonges) насеље је и општина у централној Француској у региону Оверња, у департману Алије која припада префектури Мулен.
По подацима из 2011. године у општини је живело 348 становника, а густина насељености је износила 14,44 становника/km². Општина се простире на површини од 24,1 km². Налази се на средњој надморској висини од 228 метара (максималној 266 m, а минималној 204 m).

## Демографија
| 1962. | 1968. | 1975. | 1982. | 1990. | 1999. | 2011. |
| ----- | ----- | ----- | ----- | ----- | ----- | ----- |
| 400   | 437   | 385   | 327   | 300   | 357   | 348   |

График промене броја становника у току последњих година